# علی معتمدی
علی معتمدی (۱۲۷۵ تهران – ۱۳۵۸ تهران) دیپلمات و دیوان‌سالار دوران پهلوی و نخستین سفیر ایران در هند بود.

## زندگی
پس از گذراندن دوره مدرسه سیاسی تهران که برای تربیت کادر وزارت امورخارجه بر پا شده بود، در سال ۱۲۹۸ خورشیدی در این وزارت‌خانه مشغول کار شد. در همان سالها دلبسته‌ منیر خواجه نوری دختر امیراصلان‌خان نظام‌الدوله شد و با وی ازدواج کرد و صاحب یک پسر به نام فرخ و یک دختر به نام هما شد. 
معتمدی پس از مدتی کار کردن در ادارات مرکزی، به نیابت اول سفارت ایران در برن منصوب شد و پس از اندکی به عنوان شارژ دافر (کاردار) به ایتالیا رفت. در بازگشت به ایران به سمت ریاست اداره‌ سوم سیاسی منصوب شد. در سال ۱۳۱۵ که دکتر متین دفتری وزیر عدلیه شد، از سر دوستی قدیمی با علی معتمدی داشت، او را به وزارت عدلیه منتقل و مدیرکل ثبت اسناد و املاک کرد. 
در سال ۱۳۱۸ که متین دفتری رئیس دولت شد، بلافاصله معتمدی را معاون خویش قرارداد. علی معتمدی در زمان نخست وزیری علی منصور، فروغی و علی سهیلی نیز سمت معاونت نخست وزیر را در کابینه‌ آنها به عهده داشت تا اینکه دولت قوام روی کار آمد و حادثه هفدهم آذر ۱۳۲۱ رخ داد و شماری از اعضای دولت قوام از جمله یدالله عضدی وزیر راه استعفا دادند. قوام در اول بهمن ۱۳۲۱ معتمدی را به عنوان وزیر راه به مجلس معرفی کرد اما عمر دولت قوام به پایان آن ماه هم نکشید و معتمدی همراه با دیگر اعضای کابینه قوام از دولت کنار رفت.
معتمدی سپس به عنوان سر کنسول به هند فرستاده شد و پس از استقلال هندوستان، نخستین سفیر کبیر ایران در هند شد اما مدت کوتاهی بعد به تهران فراخوانده و در سوم دی ۱۳۲۶ در کابینه‌ ابراهیم حکیمی به وزارت راه منصوب شد. بیش از شش هفته در این سمت نبود و جای خود را به عزالممالک اردلان داد. 
معتمدس سپس به عنوان نخستین وزیر مختار ایران به کانادا رفت تا اینکه در سال ۱۳۳۱ به ایران فراخوانده و به نیابت تولیت آستان قدس رضوی منصوب شد. طولی نکشید که از این سمت عزل و به ریاست بانک عمران منصوب شد. در ۱۹ فروردین سال ۱۳۳۴ در کابینه‌ حسین علاء وزیر مشاور و در سال ۱۳۳۸ در زمان ریاست عبدالله انتظام بر شرکت ملی نفت ایران، قائم‌مقام او در خوزستان شد و سالها در آن سمت ایفای نقش کرد.

## خاکسپاری خونبار
معتمدی در زمانی که در مشهد نایب‌التولیه آستان قدس رضوی بود، یک قطعه قبر در حرم حضرت امام رضا (ع) برای خود تهیه کرده و در وصیتنامه‌اش قید کرده بود که در همان قبر به خاک سپرده شود. وارثینش به این وصیت عمل کردند اما در بازگشت، هواپیمایشان در اطراف تهران سقوط کرد و همسر معتمدی به همراه دخترش و همسر دکتر متین دفتری که دختر دکتر مصدق بود، جان باختند.
پسرش فرخ در آمریکا پزشکی خواند و همان‌جا پزشکی سرشناس شد و با زنی آمریکایی ازدواج کرد اما پس از جدایی از او دست به خودکشی زد. دخترش هما که در سانحه هواپیما جان باخت، همسر دکتر امیرحسین پرتواعظم بود.

## منبع
- عاقلی، باقر (۱۳۸۰). شرح حال رجال سیاسی و نظامی معاصر ایران - جلد سوم. تهران: نگاه. صص. ۱۴۹۸ - ۱۴۹۹.

## پیوند‌های بیرونی
- خاندان معتمدی